# Enrico di Borgogna (opera)
Enrico di Borgogna è un'opera lirica di Gaetano Donizetti, su libretto di Bartolomeo Merelli. L'opera fu rappresentata per la prima volta al Teatro San Luca di Venezia il 14 novembre 1818. 

## Genesi e rappresentazioni contemporanee
Si tratta della prima opera rappresentata di Donizetti, ma non la prima ad essere composta, primato che spetta a Il Pigmalione, la cui prima rappresentazione tuttavia avverrà solo nel 1960. Il libretto è di Bartolomeo Merelli, ricordato per lo più per la sua carriera di impresario del Teatro alla Scala (sarà lui ad incoraggiare il giovane e debuttante Giuseppe Verdi a inizio carriera). 
 
Alla prima rappresentazione il soprano Catalani, impegnata nel ruolo di Elisa, ebbe uno svenimento per lo stress alla fine del primo atto, motivo che portò al taglio dei brani coinvolgenti il suo ruolo nel secondo atto. L'opera intera poté finalmente essere ascoltata nelle repliche successive, e fu accolta da un lusinghiero successo.

Dopo quasi duecento anni di oblio, l'opera è stata finalmente riesumata nell'agosto del 2012 dalla Vadstena Academy in Svezia. Ha inaugurato l'edizione 2018 del Donizetti Opera al Teatro Sociale di Bergamo, con Anna Bonitatibus nei panni del protagonista, Sonia Ganassi nel ruolo di Elisa e Alessandro De Marchi quale direttore.

## Cast della prima assoluta
| Ruolo    | Tipologia vocale | Interprete          |
| -------- | ---------------- | ------------------- |
| Enrico   | contralto        | Fanny Eckerlin      |
| Pietro   | tenore           | Giuseppe Fusconi    |
| Elisa    | soprano          | Adelina Catalani    |
| Guido    | tenore           | Giuseppe Spech      |
| Gilberto | basso            | Andrea Verni        |
| Brunone  | basso            | Giuseppe Fioravanti |
| Nicola   | tenore           | Pietro Verducci     |
| Geltrude | tenore           | Adelaide Cassago    |

## Trama

### Atto I
Nei boschi della Borgogna, mentre i pastori inneggiano all'alba, il solitario Pietro piange sulla tomba della moglie Agnese, invano rallegrato dai suoi vicini di casa (Ombra diletta, ah destati). I pastori sanno che egli nasconde un segreto, che però si rifiuta di svelare: il vecchio Pietro infatti teme sempre per la sicurezza del figlio Enrico, che, nel frattempo si aggira per i boschi alla ricerca dell'amata Elisa, di cui non ha più notizie da tempo (Care aurette che spiegate).
 
La calma boschereccia viene interrotta bruscamente da una vecchia conoscenza di Pietro, Brunone, proveniente dalla corte di Arles con importanti notizie: Ulrico, l'usurpatore del trono di Borgogna, è morto, e regna il figlio Guido; il momento è quindi propizio per rovesciare la tirannide e far tornare il legittimo erede, nientemeno che Enrico, figlio del defunto re Alberto. Brunone e Pietro svelano la verità ad Enrico, che riceve la spada del padre (Abbraccio, o figlio, abbraccia): i tre giurano vendetta contro i nemici e muovono alla volta di Arles.

Nel frattempo, ad Arles, mentre Guido interroga il buffone Gilberto sui pareri del popolo del suo governo, Elisa si strugge nella malinconia: ella, promessa sposa dal padre morente a Guido, ha dovuto abbandonare e fuggire l'amato Enrico (Io vorrei con lieti accenti). Nonostante il giuramento fatto al padre, Elisa non può nascondere il disprezzo che nutre verso Guido, e non esita a rinfacciarglielo ad ogni occasione, incurante delle minacce dello spasimante (Alma crudel spietata). 

Guido affretta la cerimonia. Elisa viene quasi condotta a forza all'altare, ma il suo svenimento improvviso blocca la marcia nuziale: nella folla riunita fuori dalla chiesa riconosce Enrico, giunto con Pietro (Che caso barbaro!). Guido si accorge del turbamento della promessa sposa, ed ordina ai due stranieri di lasciare la città al più presto.

### Atto II
Mentre Brunone e Pietro muovono e convincono i nobili borgognoni a vendetta contro Guido (Amici, a sorgere), Enrico si strugge di gelosia, e tramite il buffone Gilberto riesce ad entrare nella reggia. Elisa continua a rinfacciare a Guido il suo rifiuto a sposarlo, anche di fronte alle minacce di morte (Nell'eccesso del tormento).

Enrico riesce a incontrare Elisa sola nelle sue stanze, e l'accusa di infedeltà: la donna riesce comunque a spiegare all'amato della promessa fatta al padre, e i due si riconciliano (Taci! Tu cerchi indarno). Proprio in quel momento arriva Guido, che fa arrestare Enrico e minaccia di punire anche Gilberto, per cui Brunone chiede invano pietà. Nemmeno la rivelazione di Pietro circa la vera identità di Enrico ferma il tiranno: Guido fa arrestare gli intrusi e separa a forza i due amanti.

La prigionia di Enrico dura comunque poco: i nobili si ribellano, liberando i prigionieri. Guido, tradito e abbandonato, si prepara ad affrontare la sorte (Incerta, smarrita). Enrico, acclamato e portato in trionfo, può finalmente sedere sul trono paterno, acclamato dai nobili del regno, Brunone, Pietro e dall'amata Elisa (Mentre mi brilli intorno).

## Struttura musicale
- Sinfonia

### Atto I
- N.1 - Introduzione Spunta il dì... l'ombra sparì - Ombra diletta ah! destati (Coro, Nicola, Pietro)
- N. 2 - Recitativo e Cavatina di Enrico Elisa! Elisa! Oh, me infelice... - Care aurette che spiegate
- N. 3 - Terzetto fra Pietro, Brunone ed Enrico Abbraccia o figlio abbraccia
- N. 4 - Cavatina di Gilberto O fortuna, o tu che sei
- N. 5 - Scena e Duetto fra Guido e Gilberto Meglio è ch'io vada - Frena gl'indegni accenti
- N. 6 - Coro e Cavatina di Elisa Di puro amor, di fede - Io vorrei con lieti accenti
- N. 7 - Duetto fra Elisa e Guido Alma crudel spietata
- N. 8 - Finale I Leggiadre vergini (Coro, Elisa, Guido, Gilberto, Geltrude, Brunone, Enrico, Pietro)

### Atto II
- N. 9 - Introduzione Cheti, cheti (Brunone, Pietro)
- N. 10 - Recitativo e Aria di Pietro La notte inoltra - Amici, amici a sorgere (Pietro, Coro, Brunone)
- N. 11 - Recitativo ed Aria di Elisa Iniquo, eccoti il petto - Nell'eccesso del tormento
- N. 12 - Aria di Gilberto È la donna un gran volume
- N. 13 - Duetto fra Enrico ed Elisa Taci.. tu cerchi indarno
- N. 14 - Sestetto Qual sorpresa!.. io son di gelo (Guido, Gilberto, Enrico, Elisa, Pietro, Brunone)
- N. 15 - Recitativo ed Aria di Guido Gli abbandonaste o vili - Incerta smarrita (Guido, Coro)
- N. 16 - Coro Ah, s'abbatta, s'accenda
- N. 17 - Recitativo e Rondò Finale di Enrico Tregua agli sdegni alfin - Mentre mi brilli intorno (Coro, Enrico, Elisa, Brunone, Pietro, Gilberto, Geltrude)

## Registrazioni
In assenza di una registrazione completa dell'opera, il mezzosoprano irlandese Della Jones ha inciso nel recital Della Jones sings Donizetti, edito dalla casa discografica Opera Rara, la cavatina del protagonista Care aurette, che spiegate.

### DVD
| Anno | Cast (Enrico, Elisa, Guido, Pietro, Gilberto)                                    | Direttore            | Etichetta |
| ---- | -------------------------------------------------------------------------------- | -------------------- | --------- |
| 2018 | Anna Bonitatibus, Sonia Ganassi, Levy Segkapane, Francesco Castoro, Luca Tittoto | Alessandro De Marchi | Dynamic   |